# Aphorista laeta
Aphorista laeta là một loài bọ cánh cứng trong họ Endomychidae. Loài này được LeConte miêu tả khoa học năm 1854.